# Дорожный (Костромская область)
Доро́жный — посёлок в Костромском районе Костромской области. Входит в состав Никольского сельского поселения.

## География
Посёлок находится в юго-западной части Костромской области, на расстоянии приблизительно 6 км (по прямой) к северо-востоку от железнодорожной станции Кострома-Новая в административном центре района и области.

### Часовой пояс
Посёлок Дорожный, как и вся Костромская область, находится в часовой зоне МСК (московское время). Смещение применяемого времени относительно UTC составляет +3:00.

## Население
| 2008 | 2010 | 2014 |
| ---- | ---- | ---- |
| 43   | ↘29  | ↗38  |

### Национальный состав
Согласно результатам переписи 2002 года, в национальной структуре населения русские составляли 96 % из 46 чел.